# Joe Brooks (cầu thủ bóng đá)
Joe Brooks là một cầu thủ bóng đá từ Stalybridge, Anh. Ông thi đấu tại Football League cho Glossop và Sheffield United, và Southern League cho Watford và Stalybridge Celtic. Thời gian đầu sự nghiệp Brooks cũng thi đấu cho câu lạc bộ địa phương Stalybridge Rovers trước khi giải thể.